# On n'demande qu'à en rire
On n'demande qu'à en rire, abrégé ONDAR, est une émission de divertissement créée par Laurent Ruquier, visant à découvrir les nouveaux talents de l'humour français.
L'émission, co-produite par Laurent Ruquier et Catherine Barma, est diffusée du lundi au vendredi vers 18 h sur France 2 à partir du 6 septembre 2010. Durant la deuxième saison, elle était aussi diffusée le samedi. Des émissions spéciales sont également diffusées en première partie de soirée (trois lors de la deuxième saison et trois de la troisième saison).
Pendant les deux premières saisons, la quotidienne, les émissions spéciales et le gala au Casino de Paris, qui réunit les meilleurs humoristes de l'émission, sont tous présentés par Laurent Ruquier. Pour la troisième saison, Laurent Ruquier quitte la quotidienne par manque de temps et laisse sa place d'animateur à Jérémy Michalak. Il reste néanmoins présent ponctuellement dans le jury et anime les émissions spéciales ainsi que la deuxième édition du gala au Casino de Paris.
L'émission s'arrête le 28 juin 2013 pour son audience jugée insuffisante. Des émissions best-of sont diffusées sur France 2 à plusieurs reprises jusqu'à l'arrivée de nouveaux épisodes inédits présentés par Bruno Guillon à partir du 7 avril 2014, la chaîne ayant finalement décidé de lancer une nouvelle formule de l'émission, n'ayant pas réussi à trouver un programme pouvant remonter ses audiences de fin d'après-midi.
Avec des audiences toujours trop faibles, l'émission s'arrête de nouveau le 4 juillet 2014.

## Caractéristiques de l'émission
La diffusion de l'émission débute le 6 septembre 2010.
Deux émissions sont enregistrées chaque lundi (celle du lundi, en direct, et celle du mardi) et trois émissions sont enregistrées le mardi (diffusées les mercredis, jeudis et vendredis). Lors de la deuxième saison, l'émission est également diffusée le samedi et ce sont trois émissions qui sont enregistrées le lundi (diffusées le lundi, en direct, le mardi et le mercredi) et trois le mardi (diffusées le jeudi, le vendredi et le samedi). D'octobre 2012 à janvier 2013, en raison de l’enregistrement du ONDAR Show, l'émission en direct est décalée au mardi et l'enregistrement de l'émission mercredi est faite le même jour. Le mercredi, trois émissions sont enregistrées pour être diffusées les jeudis, vendredis et lundis. L'émission fut également diffusée chaque samedi de l'été 2011 à 19 h (ces émissions étaient tournées à la suite avant l'été).
On a parfois comparé l'émission au Petit Théâtre de Bouvard, car elle permet de la même manière à des artistes inconnus de se faire très rapidement connaître d'un large public,.
L'émission est produite par Catherine Barma, également membre du jury, et réalisée par Serge Khalfon. Certaines émissions sont réalisées par d'autres réalisateurs, Franck Broqua et Rebecca Dreymann entre autres[réf. souhaitée].

## Principe de l'émission
Pendant l'émission, des humoristes (solos, duos, trios, etc.) peu connus du grand public, professionnels ou amateurs, peuvent se produire le temps d'un sketch sur le plateau de l'émission. Chaque candidat est évalué par un jury et par le public. Les candidats qui obtiennent un score suffisant peuvent revenir proposer un nouveau sketch. Chaque sketch est écrit par le candidat (avec ou sans auteurs) en fonction d'un thème d'actualité choisi quelques jours avant l'enregistrement de l'émission parmi une liste de sujets. Les humoristes pensionnaires (ayant fait plus de 10 passages) n'ont pas le choix parmi la liste des sujets, le thème leur est imposé par Laurent Ruquier.

### Présélection des humoristes
Une partie des humoristes de l'émission est sélectionnée après l'envoi d'une candidature sous forme de texte ou de vidéo. D'autres sont contactés directement par le directeur artistique de l'émission Charles Hudon et sa collaboratrice Émilie Dieudonné lors de festivals d’humour[réf. souhaitée]. Certains hésitent longuement avant de participer comme ce fut le cas d'Arnaud Tsamere, Florent Peyre ou Ben.

### Déroulement habituel
L'émission quotidienne comprend quatre sketches, sauf du 1er avril 2013 au 28 juin 2013 où, dans le cadre de la réorganisation de l'avant-soirée de France 2, elle n'en comprend que trois.
Pendant chaque sketch, les quatre membres du jury peuvent appuyer à tout moment sur un bouton « stop » (appelé « buzzer »), le sketch de l'humoriste est interrompu au bout de deux buzz et ce dernier n'est pas noté. S'il va jusqu'au bout de son sketch, l'humoriste est noté : chaque membre du jury lui attribue une note entre 0 et 20, complétée par la moyenne des notes du public présent dans le studio, qui est dévoilée à la fin de l'émission pour tous les sketchs (sauf lors de la deuxième moitié de la troisième saison où Jérémy Michalak dévoile les notes du public juste après chaque sketch). L'humoriste doit obtenir un total de 60 points sur 100 (soit une moyenne de 12 sur 20) pour avoir le droit de revenir dans l'émission quelques jours plus tard. Lors de la saison 4, le dernier sketch de chaque émission est interprété par un pensionnaire « historique » qui n'est pas noté.
Lorsqu'un humoriste n'obtient pas les 60 points requis, il peut être repêché. Les modes de repêchages ont évolué au cours des saisons :
- Jusqu'en février 2013, certains humoristes peuvent bénéficier d'un repêchage quand leur score final est proche de 60, quand le public leur donne une bonne note (supérieure à 12) ou quand le jury souhaite leur donner une autre chance. Dans ce cas, ils peuvent revenir lors d'une émission spéciale en direct un lundi où ils ne sont jugés que par les téléspectateurs (ils doivent obtenir au moins 12/20 de ces derniers pour revenir). En cas d'élimination par deux buzz, Laurent Ruquier demandait régulièrement au public du Moulin Rouge de donner une note en vue d'un éventuel repêchage[4],[6],[10]. À partir du 6 avril 2012, un candidat ne peut pas être repêché plus de trois fois en direct face aux téléspectateurs ;
- De février à juin 2013, un candidat qui obtient moins de 60 points ne peut plus être repêché, à l'exception des humoristes ayant effectué plus de 20 passages qui disposent de quatre « jokers » avant de se faire définitivement éliminer[Note 3] ;
- Lors de la saison 4, un « parrain », interprété par un pensionnaire historique différent chaque semaine, est chargé du repêchage. Il peut repêcher au maximum un candidat par émission et l'aider avant son prochain passage. Le 15 mai 2014, Cyril Étesse est buzzé lors de son 31e passage et, exceptionnellement, n'est pas repêché comme les autres candidats. Celui-ci doit réaliser son sketch suivant avec une contrainte donnée par le parrain de la semaine. S'il n'avait pas obtenu 60 points pour ce sketch, il est éliminé. Le 30 juin 2014, c'est exceptionnellement la jurée Stéphanie Bataille qui a repêché une candidate après avoir été trop dure avec elle.

Lors des trois premières saisons, tous les humoristes ayant obtenu au moins 60 points redescendent sur scène à la fin de chaque émission et les autres candidats restent en coulisses. Lors de la saison 4, ce sont les candidats ayant été buzzés ou ayant moins de 60 points qui descendent pour attendre le choix du « parrain » de repêcher l'un d'eux ou non.

### Émission en direct
Jusqu'en février 2013, l'émission est diffusée en direct une fois par semaine afin que ce soient les téléspectateurs qui jugent les humoristes[source insuffisante]. Cette émission spéciale était diffusée le lundi à partir du 10 janvier 2011, puis le mardi à partir du 2 octobre 2012 (le lundi étant consacré à l'enregistrement du ONDAR Show), puis de nouveau le lundi à partir du 18 février 2013 (après l'arrêt du ONDAR Show).
Les téléspectateurs envoient leurs notes par téléphone (appel ou SMS), à partir de 30 secondes après le début du sketch et jusqu'à 60 secondes après la fin du sketch. En janvier et février 2013, les téléspectateurs pouvaient également voter via l'application On n'demande qu'à en rire pour smartphone et tablette. L'humoriste est alors éliminé si la moyenne des notes des téléspectateurs est inférieure à 12 sur 20.
Le jury et le public présent dans le studio donnent aussi leurs notes après le sketch, mais elles ne sont données qu'à titre indicatif et n'ont aucune valeur sur le retour de l'humoriste.
Certains candidats sélectionnés sont des candidats repêchés après avoir été éliminés lors d'une émission habituelle. Jusqu'au 24 septembre 2012, le jury ne pouvait pas « buzzer » les candidats lors de ces émissions, mais depuis lors, le jury a le droit d'interrompre le sketch d'un humoriste repêché au bout de 3 minutes de sketch.
La dernière émission permettant aux téléspectateurs de noter les humoristes a été diffusée le lundi 18 février 2013, les 4 émissions suivantes sont diffusées en direct mais se déroulent sur le même principe que les émissions habituelles. Du 25 mars 2013 au 28 juin 2013, aucune émission n'est en direct.
Pour son retour à l'antenne le 7 avril 2014, l'émission est à nouveau diffusée en direct le lundi soir, comme lors des premières saisons, mais elle suit le déroulement des émissions habituelles.

### Émission spéciale diffusée en première partie de soirée
Lors de la deuxième et de la troisième saison, trois émissions spéciales présentées par Laurent Ruquier sont diffusées en direct en première partie de soirée (de 20 h 45 vers minuit environ). Dans chacune de ces émissions, dix humoristes interprètent un sketch et sont notées par un jury (composé exceptionnellement de cinq personnes) et par les téléspectateurs (par appel ou SMS, comme lors des émissions en direct habituelles). Les notes du jury sont additionnées à la moyenne des téléspectateurs multipliée par cinq pour obtenir un score sur 200.
- Dans le premier prime de chaque saison, les 5 premiers gagnent une place pour le gala On n'demande qu'à en rire organisé au Casino de Paris en juin. Les trois suivants sont repêchés et peuvent retenter leur chance lors du second prime. Les deux derniers sont éliminés définitivement. Bien que la 9e place est censée être éliminatoire, elle a pourtant toujours été une place de rattrapage, ce fut les cas de Florent Peyre (deuxième saison) et d'Aymeric Lompret (troisième saison)
- Le deuxième prime de chaque saison permet également de sélectionner les participants au gala. Les 5 premiers gagnent une place et les 5 derniers sont éliminés.
- Le dernier prime de chaque saison permet d'élire le meilleur humoriste de la saison.

## Saisons

### Saison 1 (2010-2011)
La première saison, présentée par Laurent Ruquier, fut marquée par la mise en place progressive des règles du jeu (déroulement, repêchage, jury). Le jury est alors composé de trois membres, auquel s'ajoute Laurent Ruquier qui note également les humoristes.
Pendant les vacances estivales entre la première et la deuxième saison a été diffusée une version hebdomadaire de l'émission, On n’demande qu’à en rire : « Spécial vacances », où participaient uniquement les pensionnaires.
Au terme de cette émission, Arnaud Tsamere est désigné meilleur humoriste de la saison par les téléspectateurs. Pendant cette saison, il a dépassé 11 fois les 90 points, notamment avec son sketch « L'avocat de la salade, la frite et la saucisse » avec lequel il a obtenu 99 points.

### Saison 2 (2011-2012)
La deuxième saison, toujours présentée par Laurent Ruquier, a débuté le 5 septembre 2011. Elle a vu l'apparition du premier prime-time en direct sur France 2 le 4 février 2012, avec Fabrice dans le jury. Ces émissions en prime-time avaient des règles très différentes. Elles ont permis de sélectionner 10 humoristes pour le gala On n'demande qu'à en rire organisé au mois de juin 2012 au Casino de Paris (voir la page de la saison 2 pour plus de détails).
Au terme du prime du 29 juin 2012, Jérémy Ferrari a été désigné meilleur humoriste de la saison par les téléspectateurs et le jury. Pendant cette saison, il a dépassé 8 fois les 90 points, notamment avec son sketch « L'adoption pour les nuls » avec la participation de Guillaume Bats, grâce auquel il obtient le score maximal de 100 points.
C'est pendant cette saison que la barre des 100 points est atteinte (3 fois exactement), avec deux sketchs collectifs (l'un mené par les Lascars Gays et l'autre mené par Jérémy Ferrari) et le sketch de Jérémy Ferrari avec Guillaume Bats précédemment cité.
Les cinq dernières émissions de la saison sont diffusées du 23 au 27 juillet 2012, entre le Tour de France 2012 et les Jeux olympiques d'été de 2012. Après ces derniers, des émissions best-of reprenant les meilleurs sketchs des saisons 1 et 2 sont diffusés du lundi au samedi, jusqu'au lancement de la troisième saison.

### Saison 3 (2012-2013)
Laurent Ruquier, ne pouvant plus présenter l'émission en raison de son emploi du temps chargé, est remplacé par Jérémy Michalak. Contrairement à son prédécesseur, Jérémy, ne souhaitant pas noter les humoristes, assure uniquement l'animation et le jury est désormais composé de quatre membres. Laurent Ruquier reste néanmoins présent ponctuellement dans le jury et il continue de présenter les émissions spéciales en prime.
La troisième saison est marquée par le départ de nombreux pensionnaires des premières saisons. Dès le 6 octobre 2012, une émission hebdomadaire, le ONDAR Show, est diffusée chaque samedi avec ces humoristes. Faute d'audience, l'émission est déprogrammée le 26 janvier 2013. À la suite de cet arrêt, certains humoristes reviennent de temps en temps faire de nouveaux sketchs.
Comme lors de la saison précédente, deux émissions spéciales en prime-time ont permis à dix humoristes de participer à un gala au Casino de Paris.
Le 28 mars 2013, lors d'une émission spéciale diffusée à 18 h, les membres du jury (Jean-Luc Moreau, Jean Benguigui, Laurent Ruquier et Jean-Marie Bigard) interprètent un sketch et sont notés par quatre humoristes découverts dans l'émission (Nicole Ferroni, Arnaud Tsamere, Florent Peyre et Jérémy Ferrari).
Au terme du troisième prime de la saison, Donel Jack'sman est désigné meilleur humoriste de la saison par les téléspectateurs et le jury. Lors de cette saison, il dépasse 9 fois les 90 points.
Du 22 au 26 juillet, du 5 au 9 août, le 14 août et du 19 août au 13 septembre 2013, des émissions best-of sont diffusées du lundi au vendredi à 18 h.
Les audiences sont en baisse par rapport aux saisons précédentes.

### Saison 4 (2014)
Avec des audiences jugées insuffisantes par la chaîne (8 % de part d'audience en fin de saison 3 contre les 14 % attendus par la chaîne), l'émission ne revient tout d'abord pas pour une quatrième saison et est remplacée par Jusqu'ici tout va bien, puis par L'Émission pour tous après l'arrêt de cette émission. Quatre émissions spéciales d'On n'demande qu'à en rire diffusées en prime-time et présentées par Laurent Ruquier sont tout d'abord prévues mais n'ont pas lieu. Des best-of sont néanmoins diffusés du 7 octobre 2013 au 15 novembre 2013 et du 17 mars 2014 au 4 avril 2014.
La chaîne n'ayant pas réussi à trouver un programme pouvant remonter ses audiences de fin d'après-midi (Jusqu'ici tout va bien et L'Émission pour tous réalisant respectivement 4 et 6 % de part d'audience), la chaîne décide finalement de lancer une nouvelle formule de l'émission dès le 7 avril 2014 avec un nouveau présentateur, Bruno Guillon, qui, comme Jérémy Michalak, ne note pas les candidats. Face aux nombreuses critiques reprochant la légitimité des membres du jury, de nouveaux visages y font leur apparition.
Certaines règles changent lors de cette saison. Le dernier sketch de chaque émission, interprété par un pensionnaire « historique », n'est pas noté. De plus, l'un de ces humoristes peut tenir le rôle de « parrain » durant une semaine pour s'occuper du repêchage des candidats.
Les audiences de cette saison restent très faibles, malgré une bonne progression jusque fin mai, et l'émission s'arrête le 4 juillet 2014.

### Éventuel retour de l'émission
Le 22 février 2016, une émission spéciale nommée On demande toujours qu'à en rire est diffusée en prime sur France 4. Il s'agit d'un « documentaire » retraçant les quatre saisons de l'émission avec les meilleurs sketchs, les coulisses et des témoignages du jury et des humoristes.
Laurent Ruquier annonce également travailler sur le retour de l'émission en quotidienne qui serait alors diffusée sur France 4 également.
Au mois de novembre 2016, face aux faibles audiences des programmes de l'après-midi de France 2, la direction de la chaine annonce envisager un retour de plusieurs émissions pour janvier 2017, dont On n'demande qu'à en rire.
En 2019, Catherine Barma révèle qu'il lui a été demandé de travailler sur un retour de On n'demande qu'à en rire, « à la fois sur le web et sur le linéaire ».

## Présentation et jury

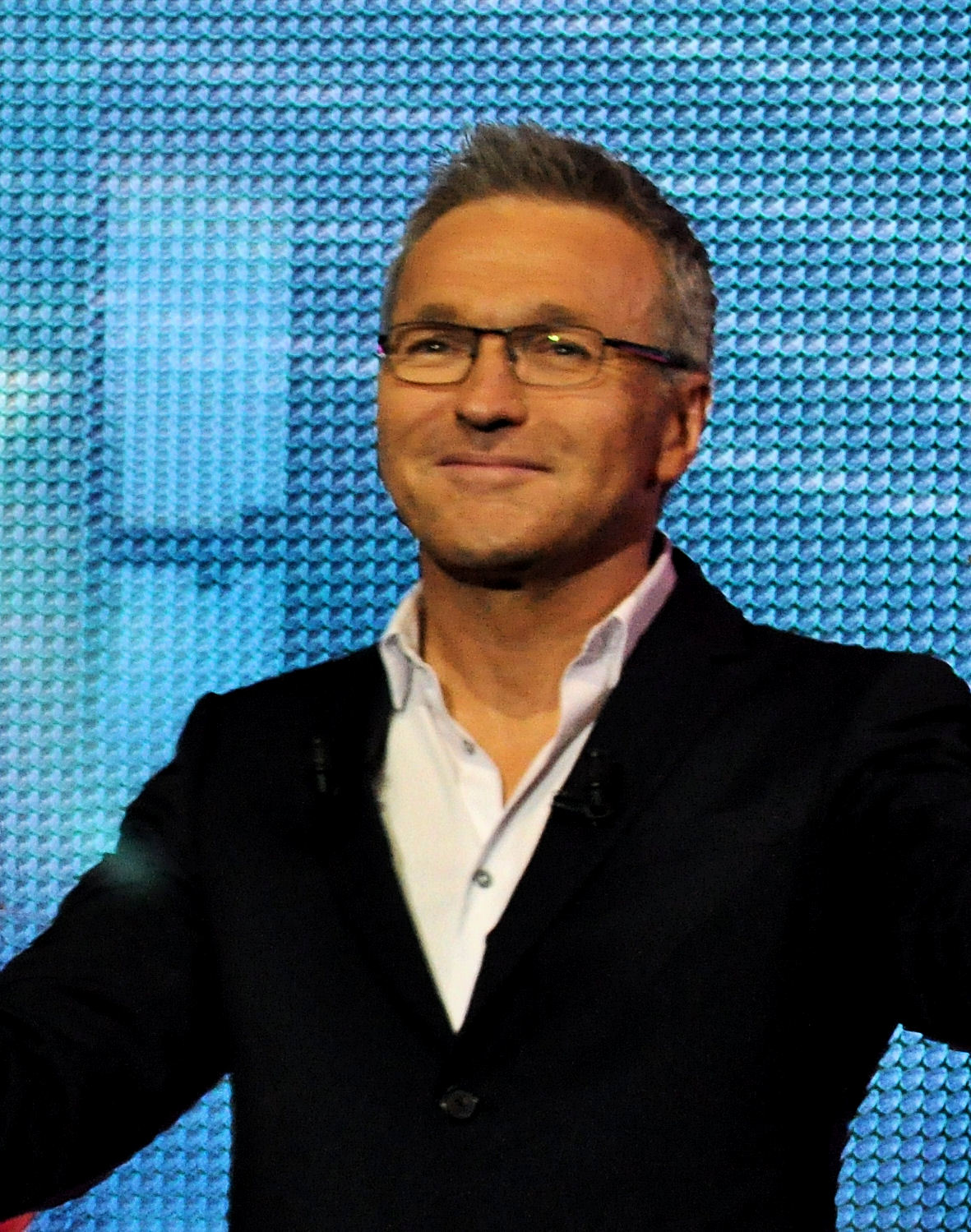
Laurent Ruquier présente les deux premières saisons de l'émission.

Les deux premières saisons sont animées par Laurent Ruquier.
À l'origine, le jury était composé de Laurent Ruquier, de deux invités ayant une actualité culturelle et d'un membre de la Bande à Ruquier, les trois derniers jurés changeaient alors chaque jour.
Très vite (à partir du 18 octobre 2010), Laurent Ruquier remplace ce jury temporaire par un jury récurrent composé de lui-même et de trois personnalités qui s’alternent parmi les personnes de la liste ci-dessous.
Quand Jérémy Michalak reprend l'animation en septembre 2012, il ne note plus les humoristes, mais un quatrième juré est ajouté pour conserver une note totale sur 100. Il en est de même lors de la quatrième saison présentée par Bruno Guillon. Laurent Ruquier revient occasionnellement dans l'émission en tant que juré lors de la troisième saison.
| Animateurs               | Saison 1 | Saison 2 | Saison 3   | Saison 4 |
| ------------------------ | -------- | -------- | ---------- | -------- |
| Laurent Ruquier          |          |          | [ Note 7 ] |          |
| Jérémy Michalak          |          |          |            |          |
| Bruno Guillon            |          |          |            |          |
| Jury                     | Saison 1 | Saison 2 | Saison 3   | Saison 4 |
| Catherine Barma          |          |          |            |          |
| Jean Benguigui           |          |          |            |          |
| Laurent Ruquier          |          |          |            |          |
| Éric Métayer             |          |          |            |          |
| Jean-Luc Moreau          |          |          |            |          |
| Isabelle Mergault        |          |          |            |          |
| Patrice Leconte          |          |          |            |          |
| Michèle Bernier          |          |          |            |          |
| Virginie Lemoine         |          |          |            |          |
| Philippe Gildas          |          |          |            |          |
| Anne-Sophie Aparis       |          |          |            |          |
| Fabrice                  |          |          |            |          |
| Jean-Marie Bigard        |          |          |            |          |
| Danièle Évenou           |          |          |            |          |
| Alain Sachs              |          |          |            |          |
| Laurent Thibault         |          |          |            |          |
| Stéphanie Bataille       |          |          |            |          |
| Grégoire Furrer          |          |          |            |          |
| Marie-Pascale Osterrieth |          |          |            |          |

Légende:
 Quotidiennement (10 émissions sur 10)
 Régulièrement (au moins 4 émissions sur 10)
 Occasionnellement (au moins 2 émissions sur 10)
 Rarement (moins de 2 émissions sur 10)
 Ne participe pas à la saison

## Humoristes
Plusieurs centaines d'humoristes sont passés dans l'émission, quelques-uns d'entre eux arrivent à passer le cap des 5 participations, on parle alors d'« habitués », ceux ayant passé le cap des 10 passages sont appelés « pensionnaires ». Avec 78 passages (sans compter les sketchs des émissions spéciales et les sketchs non notés), Arnaud Tsamere détient le record du nombre de passages toutes saisons confondues. Parmi les autres pensionnaires qui ont marqué l'émission se trouvent notamment Jérémy Ferrari, Olivier de Benoist, Florent Peyre, Nicole Ferroni, Vérino, Artus, Les Lascars gays, Garnier et Sentou, Arnaud Cosson, Constance, Ahmed Sylla, Pierre Croce,  Muriel Montossey et Kev Adams.
Selon Télé Loisirs, les pensionnaires de l'émission toucheraient entre 200 et 300 euros par passage alors que les débutants gagneraient 150 euros,.
Certains humoristes habitués et pensionnaires décident néanmoins de quitter l'émission comme Kev Adams, qui quitte l'émission durant la saison 1 pour se consacrer au tournage de la série télévisée Soda. D'autres candidats, comme Monsieur Fraize et Constance, décident de quitter l'émission en saison 2, trouvant être arrivés au bout de ce qu'ils pouvaient y faire. De nombreux humoristes des deux premières saisons quittent l'émission pour participer au ONDAR Show et certains ne sont pas revenus après la déprogrammation de cette dernière.
L'émission a permis à ceux ayant réalisé le plus de passages de se faire connaitre et de remplir leurs salles de spectacle. Ils rencontrent également un important succès médiatique et sont invités dans de nombreuses émissions de télévision (Les stars du rire s'amusent, Mot de passe, Happy Hour, Le Plus Grand Cabaret du monde, Vendredi tout est permis, Fort Boyard ou encore Danse avec les stars).
Certains sont également devenus comédiens au cinéma (comme Kev Adams ou Florent Peyre), chroniqueurs à la télévision ou à la radio (comme Olivier de Benoist et Ben avec Michel Drucker, ou Nicole Ferroni sur France Inter) voire animateurs (Arnaud Tsamere sur TMC et RTL2). On retrouve également une bonne partie de ces humoristes dans Vous pouvez répéter la question ? avec Alex Goude sur France 4.

## Esprit de troupe
Jusqu'à fin janvier 2011, chaque humoriste (ou duo) de l'émission faisait son sketch indépendamment de ceux des autres. Pour l'émission en direct du 31 janvier 2011, Laurent Ruquier proposa à Olivier de Benoist et Kev Adams de faire un sketch en duo pour répondre à la parodie des sketchs de ces deux humoristes que Les Lascars gays présentèrent le 26 janvier 2011. Par la suite, cette idée fut reprise par d'autres humoristes, avec l'appui de la production de l'émission. On vit ainsi certains humoristes organiser des duos ou faire des apparitions dans des sketchs de leurs camarades. Éric, pompier au Moulin Rouge ou Émilie Dieudonné, assistante du directeur artistique de l'émission, furent aussi régulièrement mis à contribution, tout comme certains membres du jury.
Initialement, ces sketchs en duos étaient indiqués comme des doubles passages (le nombre de passages respectifs des deux humoristes était indiqué en bas de l'écran), mais à partir du 8 mars 2011, c'est le nombre de passages en duo qui est comptabilisé à l'annonce du sketch, même si ces passages sont également pris en compte dans le nombre de passages individuels de chacun des humoristes.
Le premier sketch collectif comprenant un grand nombre de participants eut lieu le 5 avril 2011 sur le thème de la Nouvelle comédie musicale d'Adam et Ève auquel participèrent 9 pensionnaires.
Depuis, plusieurs sketchs collectifs ont été présentés. Certains d'entre eux ont d'ailleurs battu des records comme celui des Lascars Gays du 16 décembre 2011, celui de Jérémy Ferrari du 7 avril 2012 et celui d'Artus du 21 décembre 2012.

## Audiences

### Émission quotidienne
Le bilan d'audiences de l'émission est mitigé. Quelle que soit la saison, les chiffres sont loin des attentes de la deuxième chaîne française. D'après Laurent Ruquier, l'émission a un socle de fans important mais qui préfèrent regarder les meilleurs sketchs sur Internet plutôt que l'émission entière lors de sa diffusion.
Après des débuts difficiles (770 000 téléspectateurs et 8 % de part de marché en moyenne sur le premier mois), la chaine laisse sa chance à l'émission, dont les audiences s'améliorent au fil des mois, battant régulièrement ses propres records d'audience lors du premier semestre 2011 (voir tableau ci-dessous). Elle passe par exemple la barre des 2 millions de téléspectateurs le 11 mars 2011 et bat pour la première fois l'audience de TF1 face à la quotidienne de Carré Viiip le 25 mars 2011,, la faible audience de cette émission lui permettant d'enchaîner les records fin mars et de devancer une nouvelle fois TF1 le 30 mars 2011. L'émission se stabilise à un niveau correct jusqu'à la fin de la saison 2.
L'émission subit une forte baisse d'audience lors de la troisième saison. Après son arrêt et les échecs successifs de Jusqu'ici tout va bien ! et de L'Émission pour tous, la nouvelle formule lancée en avril 2014 affiche une audience très faible pour sa première semaine mais remonte légèrement les semaines suivantes. Après deux semaines d'interruption dues au Tournoi de Roland-Garros, l'émission réalise en juin 2014 son pire mois historique.
Les chiffres en gras sont les records de l'émission par saison.
| Date                                  | Nombre de téléspectateurs | Part d'audience | Nature des chiffres                                        |
| ------------------------------------- | ------------------------- | --------------- | ---------------------------------------------------------- |
| Saison 1                              |                           |                 |                                                            |
| 6 septembre 2010                      | 1 million                 | 8,9 %           | Première émission                                          |
| septembre 2010                        | 770 000                   | 8,0 %           | Moyenne mensuelle                                          |
| 9 novembre 2010                       | 1,6 million               | 11,1 %          | Record                                                     |
| 1er décembre 2010                     | 1,8 million               | 11,0 %          | Record                                                     |
| 21 février 2011                       | 1,8 million               | 11,8 %          | Record                                                     |
| 11 mars 2011                          | 2,6 millions              | 11,9 %          | Record                                                     |
| 22 mars 2011                          | 2,6 millions              | 12,2 %          | Record                                                     |
| 21 mars 2011 au 25 mars 2011          | -                         | 11,8 %          | Record hebdomadaire                                        |
| 28 mars 2011                          | 1,7 million               | 13,1 %          | Record                                                     |
| 29 mars 2011                          | 1,7 million               | 13,5 %          | Record                                                     |
| 30 mars 2011                          | 1,8 million               | 13,9 %          | Record                                                     |
| 9 mai 2011 au 13 mai 2011             | 1,36 million              | 13,0 %          | Record hebdomadaire                                        |
| Saison 2                              |                           |                 |                                                            |
| 5 septembre 2011 au 11 septembre 2011 | -                         | 10,0 %          | Moyenne hebdomadaire                                       |
| 10 octobre 2011                       | 1,4 million               | 11,8 %          | Record de la saison                                        |
| 21 octobre 2011                       | 1,5 million               | 12,3 %          | Record de la saison                                        |
| 7 novembre 2011                       | 1,6 million               | 11,2 %          | Record de la saison                                        |
| 28 novembre 2011                      | 1,9 million               | 12,8 %          | Record de la saison                                        |
| 8 décembre 2011                       | 1,8 million               | 12,9 %          | Record de la saison                                        |
| 10 janvier 2012                       | 1,9 million               | 13,3 %          | Record de la saison                                        |
| 9 janvier 2012 au 13 janvier 2012     | 1,7 million               | 12,4 %          | Record hebdomadaire                                        |
| janvier 2012                          | 1,65 million              | 11,6 %          | Moyenne mensuelle                                          |
| Saison 3                              |                           |                 |                                                            |
| 3 septembre 2012                      | 1,3 million               | 11,0 %          | Première émission de la saison                             |
| Septembre 2012                        | 1,16 million              | -               | Moyenne mensuelle                                          |
| 9 novembre 2012                       | 1,5 million               | 11,5 %          | Record hebdomadaire                                        |
| 12 décembre 2012                      | 1,8 million               | 11,3 %          | Record de la saison                                        |
| janvier 2013                          | 1,4 million               | 9,5 %           | Moyenne mensuelle                                          |
| 2 janvier 2013 au 23 mars 2013        | 1,4 million               | 9,4 %           | Moyenne sur longue période                                 |
| 28 mars 2013                          | 1,4 million               | 10,0 %          | Émission spéciale                                          |
| Saison 4                              |                           |                 |                                                            |
| 7 avril 2014 au 11 avril 2014         | 655 000                   | 6,1 %           | Moyenne hebdomadaire                                       |
| 1er mai 2014                          | 823 000                   | 5,9 %           | Nouveau record de la saison (en nombre de télespectateurs) |
| 7 mai 2014                            | 790 000                   | 7,2 %           | Nouveau record de la saison (en part de marché)            |
| 8 mai 2014                            | 886 000                   | 6,7 %           | Record final de la saison (en nombre de télespectateurs),  |
| 16 mai 2014                           | 792 000                   | 7,4 %           | Record final de la saison (en part de marché)              |
| 12 mai 2014 au 16 mai 2014            |                           | 6,8 %           | Record hebdomadaire de la saison                           |
| 10 juin 2014 au 13 juin 2014          | 550 000                   | 5,5 %           | Moyenne hebdomadaire                                       |

### Émissions en première partie de soirée
| Diffusion              | Téléspectateurs | Parts de marché (sur les 4 ans et plus) | Classement des audiences de la soirée | Référence |
| ---------------------- | --------------- | --------------------------------------- | ------------------------------------- | --------- |
| Samedi 4 février 2012  | 4 034 000       | 18,7 %                                  | 2e                                    | [ 47 ]    |
| Vendredi 13 avril 2012 | 3 070 000       | 14,3 %                                  | 3e                                    | [ 48 ]    |
| Vendredi 29 juin 2012  | 2 805 000       | 14,9 %                                  | 3e                                    | [ 49 ]    |
| Samedi 9 février 2013  | 2 751 000       | 13,7 %                                  | 2e                                    | [ 50 ]    |
| Mardi 23 avril 2013    | 2 490 000       | 12,5 %                                  | 4e                                    | [ 51 ]    |
| Vendredi 28 juin 2013  | 2 528 000       | 13,6 %                                  | 3e                                    | [ 52 ]    |

Légende :
En fond vert = Les plus hauts chiffres d'audiences
En fond rouge = Les plus bas chiffres d'audiences

### Gala au Casino de Paris
Les deux éditions du gala On n'demande qu'à en rire au Casino de Paris ont été filmées et diffusées en deuxième partie de soirée sur France 2 environ un mois après la représentation. Depuis, ces spectacles ont été rediffusés à plusieurs reprises sur France 4.
| Diffusion             | Téléspectateurs (en millions) | Parts de marché (sur les 4 ans et plus) | Référence |
| --------------------- | ----------------------------- | --------------------------------------- | --------- |
| Jeudi 5 juillet 2012  | 1 240 000                     | 14,2 %                                  | [ 53 ]    |
| Samedi 6 juillet 2013 | 1 411 000                     | 14,1 %                                  |           |

### Documentaire
Pour un éventuel retour de l'émission, Laurent Ruquier a décidé de diffuser un documentaire sur l'émission et pour savoir ce que sont devenus les humoristes. Ce documentaire pourrait faire revenir l'émission mais cette fois-ci sur France 4.
| Diffusion             | Audience                | Parts de marché | Classement dans les audiences de la soirée | Référence |
| --------------------- | ----------------------- | --------------- | ------------------------------------------ | --------- |
| Lundi 22 février 2016 | 512 000 téléspectateurs | 1,9 %           | 10e                                        | [ 54 ]    |

## Produits dérivés

### DVD
Le 1er décembre 2011 sort un DVD qui contient 23 des meilleurs sketchs des pensionnaires, ainsi que 4 sketchs inédits : 2 sketchs qui étaient prévus lors de l'émission du lundi de Pâques non diffusée (les sketches étant jugés « indiffusables » à une heure de grande écoute) et 2 sketchs issus de la dernière émission de la saison 1, annulée à la suite d'une édition spéciale sur l'Affaire Dominique Strauss-Kahn. Il s'est écoulé à plus de 400 000 exemplaires sur le territoire français.
Un deuxième DVD best-of sort en septembre 2012 avec des sketchs de la deuxième saison uniquement. Un troisième DVD sort le 11 octobre 2012 avec des sketchs des deux saisons cette fois-ci.

### Film
Un film regroupant une grande partie des pensionnaires de l'émission est annoncé en 2012. Le scénario est confié à Jérémy Ferrari, aidé par Charles Hudon, le directeur artistique de l'émission. Le réalisateur Philippe Lefebvre est chargé du projet,.
Le projet se précise ensuite, il s'agit d'une « comédie cruelle et sociale sur le chômage ». Il est prévu que les personnages principaux du film soient joués par Arnaud Tsamere, Nicole Ferroni, Florent Peyre et Jérémy Ferrari.
Après écriture, la société JS Productions acquiert les droits du scénario pour produire le film. Le film Les Têtes de l'emploi sort ainsi le 16 novembre 2016, mais avec Franck Dubosc dans le rôle principal et sans aucun humoriste d'On n'demande qu'à en rire. Quelques mois plus tard, Jérémy Ferrari fait part de son « profond désaccord sur la réécriture du texte » qui s'éloigne « trop de son projet initial », et attaque la production en justice.

### On n'demande qu'à en rire… sur scène
Chaque lundi soir du 27 janvier 2014 au 30 juin 2014, des représentations quotidiennes nommées « On n'demande qu'à en rire… sur scène » ont lieu au Grand Point-Virgule de Paris avec des humoristes habitués de l'émission présentant leurs sketchs.

### Deconne Cheese
Le 8 décembre 2014 (soit six mois après l'arrêt de l'émission), Tout sur l'écran lance la chaine YouTube Deconne Cheese sur laquelle sont diffusés des sketchs et des vidéos humoristiques (à la manière de Studio Bagel et Golden Moustache), avec plusieurs pensionnaires.